# Imerina (geslacht)
Imerina is een geslacht van vlinders van de familie snuitmotten (Pyralidae), uit de onderfamilie Pyralinae.

## Soorten
- I. mabillalis Ragonot, 1891
- I. saramitoi Guillermet, 1996